# 輕型飛機

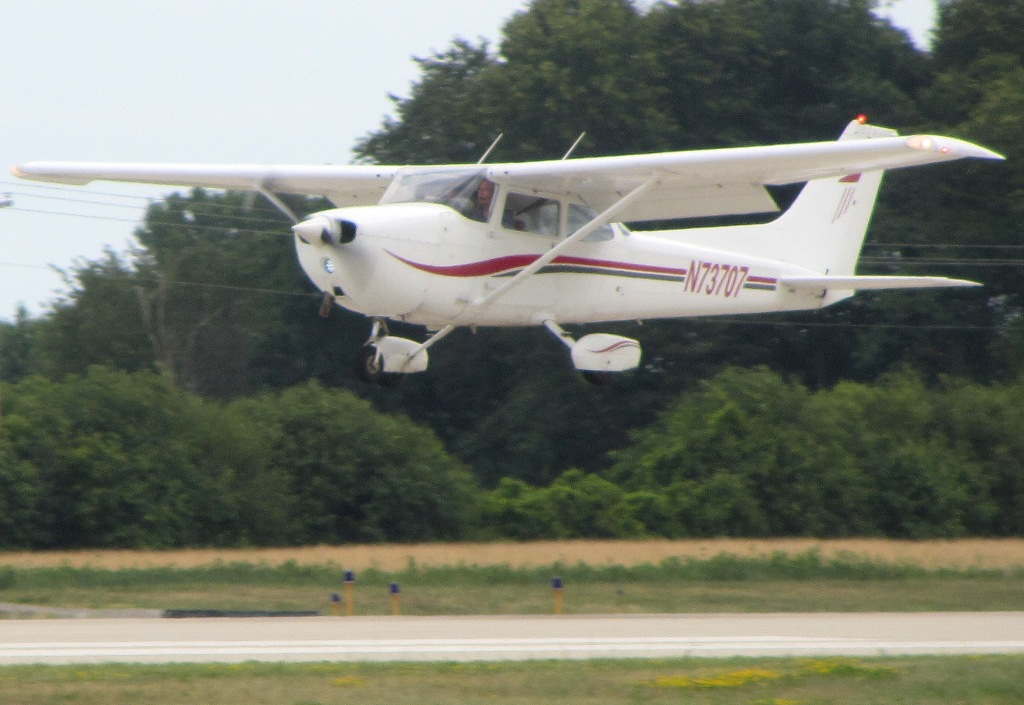
塞斯納172

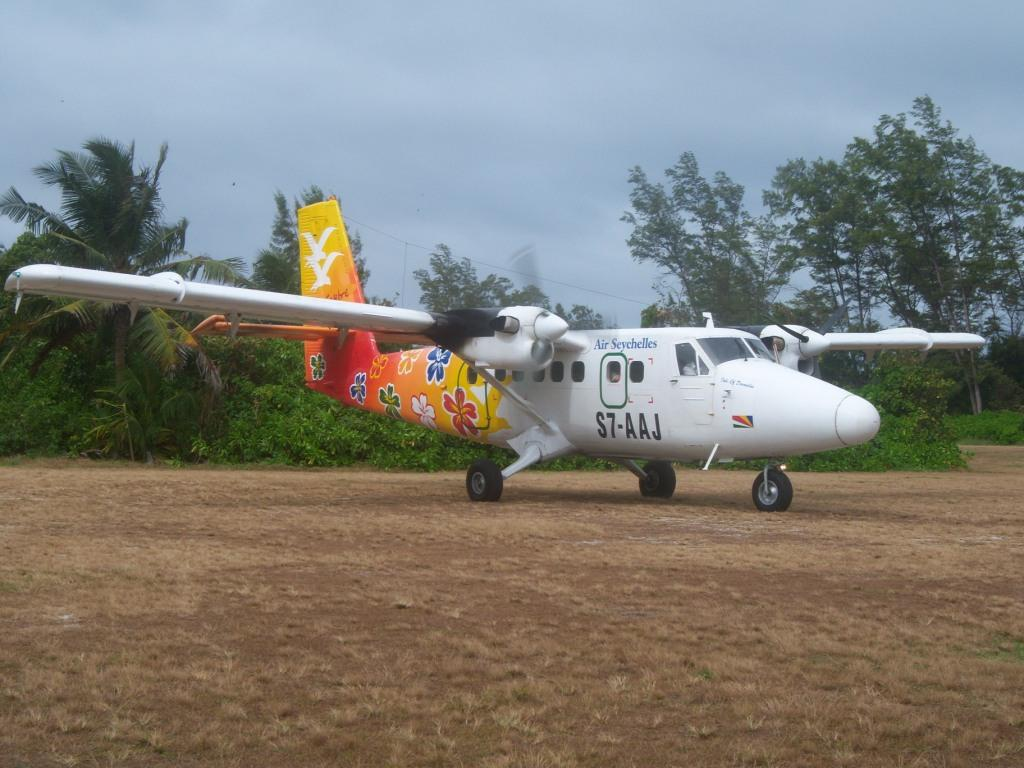
德哈維蘭加拿大DHC-6

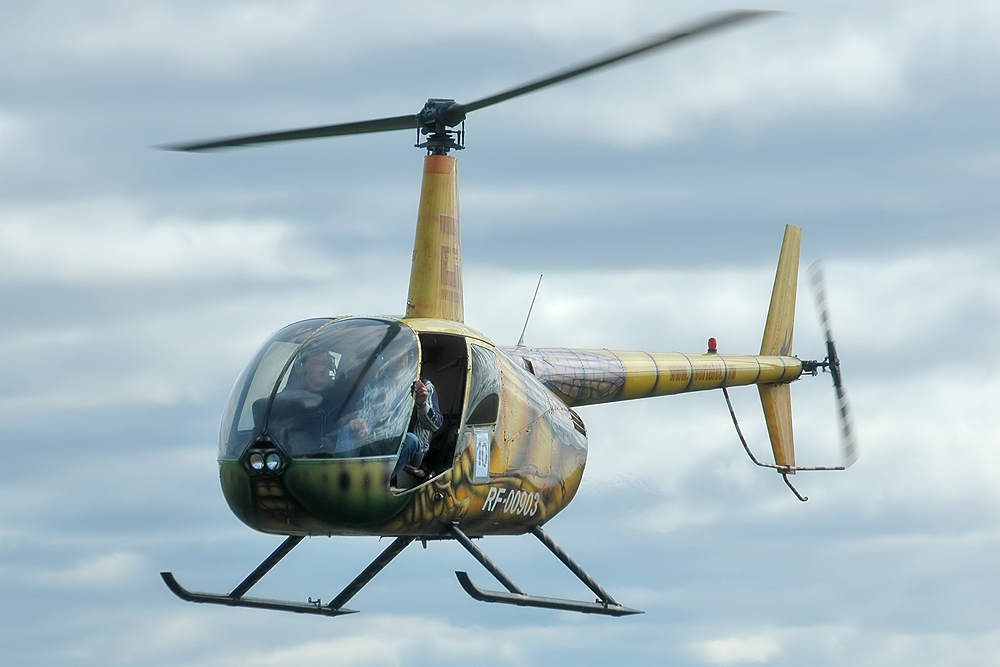
Robinson R44

轻型飞机是指最大起飞重量为12,500磅（5,670）的航空器。 轻型飞机一般用於货运、观光、摄影、測量、地質勘探、培訓飛行員、滅火、噴灑農藥、緊急救護等目的。此類飛機體積小，只需要很短的飛機跑道甚至不需要飛機跑道就能起飛，不過搭載的人數較少，通常只有幾個人。德哈維蘭加拿大DHC-6和比奇超级空中国王、塞斯納172以及大部分水上飞机均屬於輕型飛機 。 